# Rivière Lapointe (rivière du Moulin à Baude)
Pour les articles homonymes, voir Rivière Lapointe.
La rivière Lapointe est un affluent de la rivière du Moulin à Baude, coulant généralement vers l’Est, sur la rive nord du fleuve Saint-Laurent, dans les municipalités de Sacré-Cœur et Tadoussac, dans la municipalité régionale de comté (MRC) de La Haute-Côte-Nord dans la région administrative de la Côte-Nord, au Québec, au Canada. Elle se jette dans l'estuaire du Saint-Laurent au Nord-est de Tadoussac.
La partie inférieure du bassin versant de la rivière Lapointe est desservie notamment par la route 138 qui la traverse à 0,2 km à l’Ouest de l'embouchure de la rivière Lapointe. À proximité, du côté Nord, la route 172 qui se relie vers l’Est à la route 138 dessert un segment de la vallée de la rivière du Moulin à Baude au village de Sacré-Cœur,.
La surface de la « rivière Lapointe » est habituellement gelée de la fin novembre au début avril, toutefois la circulation sécuritaire sur la glace se fait généralement de la mi-décembre à la fin mars.

## Géographie
La rivière Lapointe prend à l’embouchure du Cinquième Lac (longueur : 0,4 km ; altitude : 220 m) situé à 7,7 km au Sud-Est du village de Sacré-Cœur, à 3,8 km au Nord-Ouest du centre du village de Tadoussac et à 4,3 km au Nord-Est de l’Anse à la Boule, sur la rivière Saguenay.
À partir du Cinquième Lac, la rivière Lapointe coule en zone forestière dans une vallée enclavée dans les montagnes, sur 2,2 km selon les segments suivants :
- 0,5 km vers le Nord en traversant vers le Nord-Est sur 0,16 km la partie Sud du Quatrième Lac ;
- 0,16 km vers l’Est, jusqu’à la limite Est de la municipalité de Sacré-Cœur ;
- 0,3 km vers l’Est, jusqu’à la décharge (venant du Sud) du Troisième Lac lequel chevauche la limite des deux municipalités ;
- 0,8 km vers le Sud-Est, puis vers le Sud, jusqu’à l’embouchure d’un tout petit lac non identifié ;
- 0,44 km vers le Nord-Est en coupant la route 172[1].

L'embouchure de la rivière Lapointe se déverse dans une boucle de rivière sur la rive Sud-Ouest de la rivière du Moulin à Baude. Cette embouchure est située à 4,0 km au Nord-Ouest de l'embouchure de la rivière du Moulin à Baude, à 6,2 km au Nord du centre de l'embouchure de la rivière Saguenay et à 4,6 km au Nord du centre de Tadoussac,.

## Toponymie
Le terme Lapointe constitue un patronyme de famille d'origine française.
Le toponyme "rivière Lapointe" a été officialisé le 5 janvier 1984 à la Banque des noms de lieux de la Commission de toponymie du Québec.